# Agallas
Agallas és un municipi de la província de Salamanca a la comunitat autònoma de Castella i Lleó. Limita al Nord amb Zamarra, a l'Est amb Serradilla del Llano, al Sud amb Pinofranqueado i Robledillo de Gata i a l'Oest amb Martiago.

## Demografia
| 1991 | 1996 | 2001 | 2004 |
| ---- | ---- | ---- | ---- |
| 255  | 187  | 185  | 184  |